# محمود أبو رجب
محمود أبو رجب (و.1943 - ت. 29 فبراير 2024) قاص وصحفي فلسطيني معاصر.

## سيرة حياته

### مولده ونشأته
ولد محمود أمين أبو رجب عام 1943، لوالدين فلاحين من سكان قرية صفورية (في الجليل الأسفل)، هما: أمين عبد الرحمن أبو رجب، وأمينة محمَّد كيوان. نزح والداه عن قريتهما عام 1948 ولجآ إلى قرية عيلوط، وهناك ترعرع القاص، وتتلمذ في مدارس القرية، ولعب في أزقّتها، وعلى بيادرها، وقد ساهمت هذه الأجواء القرويّة في تشكيل وجدانه، ووعيه الأدبيّ، وكثيراً ما نجد هذه العناصر القرويَّة ماثلة في قصصه. أكمل أبو رجب تعليمه في ثانوية الناصرة، وانتقلت عائلته في أوائل الستينات للسّكنى في مدينة الناصرة، واستقرت العائلة في حي الكروم (أحد الأحياء الشَّماليَّة للمدينة)، حيث كان يقيم الكاتب مع أبنائه وأحفاده.

### تعليمه
تلقّى تعليمه الابتدائيّ في قرية عيلوط، وفي عام 1959 التحق بالمدرسة الثّانوية البلدية في الناصرة، وتخرَّج منها عام 1963. انتسب عام 1980 إلى قسم اللغة العربية والدراسات الإسلامية في جامعة حيفا، وقضى فيها عامين، ثم انتقل بعدهما إلى جامعة تل أبيب، ومنها حصل على اللقب الجامعي الأول في اللغة العربية، ودراسات الإسلام والشرق الأوسط.

### عمله في مجال التربية والتعليم
زاول التعليم قرابة 30 عاماً، وقد عيّن في بداية أمره مدرِّساً في بلدة تل السبع بالنقب، ومكث هناك حتى اندلاع الحرب بين إسرائيل والدول العربية عام 1967، فقفل راجعاً إلى مدينة الناصرة، وعيِّن مدرِّساً في بلدة الزرازير البدويّة، ومكث يُدرِّس فيها حتّى أوائل السّبعينات، ثمّ انتقل للتدريس في مدينة الناصرة، وتدرج حتى أصبح نائب مدير في إحدى مدارسها. خرج إلى التقاعُد المبكر في أواسط الثمانينات.

### عمله في الصحافة
بدأ عمله في الصحافة العربية الصادرة في إسرائيل في أواسط الثّمانينات، فأصدر أوَّل الأمر مع شريكه حبيب مُسَلَّم صحيفة «فينوس»، وهي صحيفة اجتماعية، أدبية، أسبوعية، كانت تصدر صباح كل يوم جمعة في مدينة الناصرة. استمرت الصحيفة في الصدور، إلى أن قدم أحد المستثمرين فابتاعها، ولكن أبو رجب واصل العمل فيها رئيساً للتحرير، وغَيَّر اسمَها فيما بعد، وجعله: «كل العرب»، واستمرَّ يعملُ رئيساً للتحرير فيها 11 عاماً متوالية، ثم استقال من رئاسة تحريرها بسبب خلاف حول مواقف الصّحيفة السّياسيَّة، وأصدر صحيفة جديدة باسم: «الميدان»، عمل على إصدارها مدة عامين، ثم أغلقت أبوابها. ولكنه عاد بعد عام وأصدر صحيفة: «الأخبار» الأسبوعية، في مدينة الناصرة، والتي ما زالت تصدر حتى اليوم بعد وفاته.
تميَّزَ أسلوبه الصّحفي بالسّهولة، والبساطة، مع ميل واضح إلى الكتابة الأدبيّة، والفكاهة. يظهر في أسلوبه بوضوح تأثُّره بأسلوب الصحفي المصري مصطفى أمين، وجعل له زاوية خاصّة في صحيفة "كل العرب" كان عُنوانها "نصراوي"، تناول فيها القضايا اليوميّة والسّياسيّة للأقليّة العربيّة في إسرائيل، ويظهر فيها تأثُّره بأسلوب مصطفى أمين. أمّا أسلوب الدُّعابة الذي تميّزت به بعض مقالاته فيظهر فيه تأثُّرَهُ بالكاتب والصحفي المصري محمود السعدني.   
جمعته صداقات مع كثير من الأدباء والصّحفيين العرب، منهم: الروائي المصري عزت القمحاوي، والأديب المسرحيّ المصري علي سالم، الذي زاره في بيته خلال رحلته إلى إسرائيل. والشعراء الفلسطينيين: توفيق زياد، وجمال قعوار، وسعود الأسدي، وإدمون شحادة، وسميح القاسم الذي عمل معه سنوات طويلة في تحرير صحيفة "كل العرب"، والشاعر المغترب طارق عون الله، والأديب سلمان ناطور، والقاص محمد نفاع، وناجي ظاهر، بالإضافة إلى صداقاته وعلاقاته المتينة مع عدد من المستشرقين الذين اهتمّوا بدراسة الأدب العربي في إسرائيل، فقدّم لهم العون والمساعدة بما له من اطّلاع واسع، ونظرة سابرة، ومساهمة نشيطة في الحياة الأدبية في إسرائيل.

## جوائز
حصل على جائزة دائرة الثّقافة العربية في إسرائيل عام 2001.

## وفاته
وافته المنيّة في 29 شباط/فبراير 2024 في بيته بمدينة الناصرة بعد صراع مع المرض. ووري جسده الثرى في الأول من آذار/مارس في المقبرة الإسلامية الجديدة بمدينة الناصرة.

## مؤلفاته

### قصص قصيرة
1. ضحيَّة السّاعة السّابعة: قصص قصيرة، الناصرة: مطبعة فينوس، 1994 (في 155 صفحة).
2. جنّة جبرائيل: قصص قصيرة، الناصرة: مطبعة فينوس، ومجلة المواكب، 1998 (في 136 صفحة).
3. وإسماعيل لم يعرف النِّساء: قصص قصيرة، الناصرة: مطبعة فينوس، 2003 (في 96 صفحة).
4. أيّام ع البال وذكريات نصراويَّة: مذكّرات، الناصرة: دار الأخبار، 2004 (في 169 صفحة)، وصَدرَ الجزء الثّاني منه بعنوان:
5. أيام ع البال: القسم الثاني ، الناصرة: الأخبار، 2012 (في 132 صفحة).
6. خمسة في غرفةٍ واحدة، صدرت الطّبعة الأولى في الناصرة: دار الأخبار، 2017، (في 119 صفحة)، وصدرت الطّبعة الثّانية منه في حيفا: دار راية للنَّشر، 2018 (في 83 صفحة).

### مقالات فكرية
1. العقل الغائب، الناصرة: مطبعة الحكيم، 2000، ضمن: «سلسلة الثقافة» (في 84 صفحة).
2. أغصان شائحة، الناصرة، د.ت. (في 128 صفحة).
3. حفنة كلام، الناصرة: مطبعة فينوس، 1995 (في 96 صفحة).
4. سلام يا بلدنا: مقالات وملاحظات في المجتمع والسِّياسة، الناصرة: دار الفكر العربي للنَّشر والتَّرجمة، 2001 (في 113 صفحة).
5. ما وراء المحسوسات: أحداث وشواهد حيَّة من واقع الحياة، ويتضمَّن رؤى الشيخ رائد صلاح في السِّجن كما رواها للمؤلِّف، [ الناصرة ]، 2005 (في 72 صفحة).
6. شذا الكلمات في الحُبّ والحياة والمرأة، الناصرة: دار الأخبار، 2012 (في 128 صفحة).
7. عدّى النّهار: مقالاتٌ نَقديَّة، أدبيَّة، اجتِماعيَّة، سياسيّة، الناصرة: دار الأخبار، 2019 (في 167 صفحة).